# La Motte (Québec)
La Motte ist eine Gemeinde (Municipalité) in der Verwaltungsregion Abitibi-Témiscamingue in der kanadischen Provinz Québec.
Da der aus La Motte stammende Kurienkardinal Marc Ouellet im Konklave 2013 als papabile galt, hatte man aufgrund des Presseansturms den Keller einer alten Kirche zum Medienzentrum umfunktioniert.

## Geographie
Die Gemeinde  liegt im Südwesten von Québec zwischen den Städten Amos und Malartic, von denen es jeweils ungefähr 30 km entfernt ist.
Über die nahe gelegene Route 117 können Val-d’Or und Rouyn-Noranda erreicht werden. Die Route 109 führt in Nord-Süd-Richtung durch das Gemeindegebiet. Die östliche Grenze des Territoriums bildet der Rivière Harricana, der auf der Höhe von La Motte zwei Ausbuchtungen bildet: Den Lac Malartic südöstlich und den Lac La Motte nordöstlich des Orts.
Das Gemeindegebiet hat eine Größe von 214,40 km², wovon 176,76 km² Land- und 37,64 km² Wasserfläche sind. Im Jahr 2011 betrug die Einwohnerzahl 457, was im Vergleich zu 2006 einen Anstieg um 15,7 % darstellt.

## Geschichte
Durch die Ankunft der Eisenbahn in Amos im Jahr 1913 konnte das Gebiet um La Motte gut besiedelt werden. Die Strecke führte von Abitibi über Lac-aux-Sables, La Tuque und Senneterre in die Stadt Québec. Die Anzahl der Siedler in Nordwestquébec stieg dadurch deutlich an.
La Motte ist benannt nach Guillaume-Jérôme Vacquier de Lamothe, einem französischen Offizier, der unter Louis-Joseph de Montcalm kämpfte.

## Söhne und Töchter der Stadt
- Marc Ouellet, Kurienkardinal der römisch-katholischen Kirche (* 1944)